# Irina Tananajko
Irina Aleksandrowna Tananajko (ros. Ирина Александровна Тананайко; ur. 5 marca 1976 w Mohylewie) – białoruska biathlonistka od 2003 roku reprezentująca Ukrainę.

## Kariera
W Pucharze Świata zadebiutowała 30 listopada 1996 roku w Lillehammer, gdzie zajęła 48. miejsce w sprincie. Pierwsze punkty zdobyła 11 grudnia 1997 roku w Östersund, zajmując dwunaste miejsce w biegu indywidualnym. Nigdy nie stanęła na podium w startach indywidualnych, jednak 17 grudnia 1998 roku w Osrblie razem ze Swietłaną Paramyginą, Natallą Murszczakiną i Natalją Ryżenkową była druga w sztafecie. Najlepsze wyniki osiągnęła w sezonie 1999/2000, kiedy zajęła 33. miejsce w klasyfikacji generalnej. W 1997 roku wystąpiła na mistrzostwach świata w Osrblie, gdzie zajęła 27. miejsce w biegu indywidualnym. Jeszcze kilkukrotnie startowała w zawodach tego cyklu, zajmując między innymi dziesiąte miejsce w tej konkurencji podczas mistrzostw świata w Oslo w 2000 roku oraz siódme w sztafecie na mistrzostwach świata w Oberhofie w 2004 roku i rozgrywanych rok później mistrzostwach świata w Hochfilzen. W 1998 roku wzięła udział w igrzyskach olimpijskich w Nagano, zajmując 22. miejsce w biegu indywidualnym i sprincie oraz 12. miejsce w sztafecie. Największy sukces osiągnęła w 2005 roku, kiedy razem z Oksaną Chwostenko, Niną Łemesz i Oksaną Jakowlewą zdobyła srebrny medal w sztafecie podczas mistrzostw Europy w Nowosybirsku.

## Osiągnięcia

### Igrzyska olimpijskie
| Rok  | Miejscowość | Konkurencje | Konkurencje | Konkurencje | Konkurencje | Konkurencje | Konkurencje | Konkurencje |
| Rok  | Miejscowość | IN          | SP          | PU          | MS          | RL          | MR          | SR          |
| ---- | ----------- | ----------- | ----------- | ----------- | ----------- | ----------- | ----------- | ----------- |
| 1998 | Nagano      | 22.         | 22.         | nd.         | nd.         | 12.         | nd.         | –           |

### Mistrzostwa świata
| Rok  | Miejscowość      | Konkurencje | Konkurencje | Konkurencje | Konkurencje | Konkurencje | Konkurencje | Konkurencje |
| Rok  | Miejscowość      | IN          | SP          | PU          | MS          | RL          | MR          | SR          |
| ---- | ---------------- | ----------- | ----------- | ----------- | ----------- | ----------- | ----------- | ----------- |
| 1997 | Osrblie          | 27.         | –           | –           | nd.         | –           | nd.         | –           |
| 1999 | Kontiolahti/Oslo | 22.         | 21.         | 13.         | 21.         | –           | nd.         | –           |
| 2000 | Oslo             | 10.         | 27.         | DSQ         | –           | 11.         | nd.         | –           |
| 2001 | Pokljuka         | 34.         | 54.         | 52.         | –           | –           | nd.         | –           |
| 2004 | Oberhof          | 21.         | –           | –           | –           | 7.          | nd.         | –           |
| 2005 | Hochfilzen       | 28.         | 34.         | DNS         | –           | 7.          | nd.         | –           |

### Puchar Świata

#### Miejsca w klasyfikacji generalnej
| Sezon     | Miejsce |
| --------- | ------- |
| 1996/1997 | -       |
| 1997/1998 | 50.     |
| 1998/1999 | 41.     |
| 1999/2000 | 33.     |
| 2000/2001 | 57.     |
| 2001/2002 | -       |
| 2003/2004 | 67.     |
| 2004/2005 | 84.     |
| 2005/2006 | 77.     |

#### Miejsca na podium chronologicznie
Tananajko nigdy nie stanęła na podium indywidualnych zawodów PŚ.